# Zdolność absorpcyjna
Zdolność absorpcyjna ciała lub substancji (ang. absorptance lub absorptivity) – wielkość fizyczna charakteryzująca stopień pochłaniania promieniowania elektromagnetycznego przez to ciało. Określa ją stosunek strumienia energii promieniowania pochłoniętego przez dane ciało do strumienia padającego na nie
{\displaystyle A={\frac {\Phi _{A}}{\Phi }}}
Zdolność absorpcyjna jest wielkością bezwymiarową. Jej wartość zazwyczaj zależy od częstotliwości promieniowania. Zależność zdolności absorpcyjnej od częstotliwości {\displaystyle A(\nu )} stanowi widmo absorpcyjne danej substancji.

## Związek z innymi współczynnikami
Znając inne współczynniki charakteryzujące oddziaływanie danej substancji z promieniowaniem o ustalonej częstotliwości, można zdolność absorpcyjną wyznaczyć również ze wzoru
{\displaystyle A=1-R-T}
gdzie
T – współczynnik transmisji promieniowania,
R – współczynnik odbicia.

## Idealizacje ciał ze względu na ich właściwości optyczne
- Ciało, dla którego niezależnie od częstotliwości promieniowania {\displaystyle A=1} nazywamy ciałem doskonale czarnym
- Jeżeli {\displaystyle A<1} i nie zależy od częstotliwości, ciało jest szare
- Jeżeli {\displaystyle R=1} i nie zależy od częstotliwości
  - promieniowanie jest rozpraszane, ciało jest doskonale białe
  - promieniowanie jest odbijane, ciało jest zwierciadlane
- Gdy {\displaystyle T=1}, ciało jest przezroczyste; dla {\displaystyle T=0} – nieprzezroczyste.